# 锡格堡-波恩站
锡格堡-波恩站是科隆—莱茵／美因高速铁路的一座中间站，位于德国北莱茵-威斯特法伦州齐格堡镇。

## 历史
最初的锡格堡车站于1859年在锡格铁路开通。1870年，锡格堡成为东莱茵铁路的北端，其意图是后来通过阿格河谷穿过鲁尔延伸到波鸿或埃森，从而使锡格堡变成一个重要的铁路枢纽。科隆的有影响力的人最终占了上风，因此东莱茵铁路从弗里德里希-威廉斯-胡特延伸到特罗伊斯多夫，以连接科隆，导致通往锡格堡的线路成为与锡格铁路平行的支线。这条线路开通于1872年，于1884年关闭。这条线路的终点站——莱茵-巴赫霍夫站，以其运营商莱茵铁路公司的名字命名，紧挨着科隆-明登铁路公司的锡格铁路车站，该车站后来被用作货运站。同年，经由Overath和Dieringhausen至Olpe的Siegburg至Olpe铁路（或Agger Valley铁路）开通。1910年，随着Köln Kalk–Overath铁路的开通，Siegburg–Olpe线失去了其重要性，自1954年以来不再用于客运服务。1897年，Brölthaler Eisenbahn Actien Gesellschaft（Bröl Valley铁路公司）修建了一条窄轨线路，通往西格堡站以南的自己的车站；1955年关闭。1911年，锡格堡铁路（Siegburger Bahn）开通，现在作为波恩体育场的一部分运营。1914年，锡格堡-赞多夫轻轨（Kleinbahn-Siegburg-Zündorf）开通，但其中的锡格堡至特罗伊斯多夫段于1963年关闭。
1989年，联邦政府决定新的科隆-法兰克福高速铁路将在莱茵河东侧运行。中间站将与科隆/波恩机场、林堡地区、美因茨、威斯巴登和法兰克福机场一起设在波恩-维里奇或锡格堡。
1997年5月13日，北莱茵-威斯特法伦州科隆-法兰克福高速线在锡格堡举行了开工仪式：北莱茵-维斯特法伦经济部长沃尔夫冈·克莱门特、联邦交通部长马蒂亚斯·威斯曼和德国铁路公司董事长海因茨·杜尔操作了一个象征机械联锁杠杆框架三个杠杆的装置。作为仪式的一部分，城际快车首次从锡格堡出发，搭载贵宾和其他500名特别挑选的旅客，途经科隆和杜塞尔多夫，往返奥伯豪森。

### 改建为高铁站
1996/1997年之交，新线路的第23段获得了合同，该段全长3.3公里（2.1英里），主要位于锡格堡地区。该段耗资约4000万德国马克，将修建两条贯通高速轨道，修建或改造站台，并修建或重建桥梁。
作为科隆-法兰克福高速铁路建设的一部分，旧车站于2000年被拆除，取而代之的是2004年9月下旬启用的新建筑。车站周围也进行了城市重建。值得一提的是，为了修建新线路，旧的站房不得不被拆除。德国铁路公司和锡格堡镇为新建筑的设计竞赛做广告。
2001年6月25日，德国铁路公司和锡格堡镇的代表签署了一项车站翻修框架协议。四天后，施工合同被授予。本站计划于2002年第三季度正式开通运营。本站提供1200至3000平方米的建筑面积用于贸易和其他服务。此外，站内还铺设了两条新轨道，以便高铁列车可以在本站停靠或越行。本站的越行线可以以200公里/小时的速度越行，两条到发线可以以100公里/小时的速度越行。
2002年7月26日，即开通后的第二天，本站成为了科隆—莱茵／美因高速铁路的三座中间站之一（另外两站分别是蒙塔鲍尔站和林堡南站）。大约500名参与过该项目的人在锡格堡加入了该项目。
随着新线于2002年12月15日全面开通，本站更名为“锡格堡-波恩站”。新名称旨在表明本站是波恩的高速线路连接站，因为莱茵/美因地区和科隆之间的大多数长途列车不再通过波恩中央站。

## 车站结构
本站为地面一层侧式越行站（2台4线）。

### 车站楼层
| 地面 | 站厅     | 售票处、候车区、进站口、出站口                                    |  |  |
|      | 侧式站台 |                                                                   |  |  |
|      | 上行站台 | 科隆—莱茵／美因高速铁路 法兰克福火车总站方向（下站：蒙塔鲍尔）    |  |  |
|      |          | 科隆—莱茵／美因高速铁路 法兰克福火车总站方向越行线                |  |  |
|      |          | 科隆—莱茵／美因高速铁路 科隆火车总站方向越行线                    |  |  |
|      | 下行站台 | 科隆—莱茵／美因高速铁路 科隆火车总站方向（下站：科隆展会/多伊茨） |  |  |
|      | 侧式站台 |                                                                   |  |  |